# بابا علي (الجزائر)
حي بابا علي هو حي سكني واقتصادي في ولاية الجزائر يقع بين بلديتَيْ بئر توتة والسحاولة.

## الوصف
كان «حي بابا علي» عبارة عن قرية صغيرة تقع على الضفة الغربية من وادي الحراش.
وقد أنشأ الاحتلال الفرنسي للجزائر على مستوى منطقة «حي بابا علي» مجموعة من المزارع الفلاحية النموذجية ضمن استيطان سهل متيجة بعد سنة 1830م.
وأنشئت بعد ذلك محطة قطار من أجل تسويق منتجات هذه المزارع نحو مدينة الجزائر ثم التصدير نحو الخارج عبر ميناء الجزائر.
وتلت ذلك إقامة منطقة صناعية في «حي بابا علي» أدت إلى استحداث منطقة سكنية تسميتها «زوين» (بالفرنسية: Zouine) في وسط المصانع.
كما أن القرية القديمة المسماة «الكحلة» (بالفرنسية: El Kahla) تطورت كثيرا بفعل هذا النشاط الفلاحي والصناعي الكثيف.
وتم بناء عمارات حي سكني جديد في «بابا علي» تضم 1 299 شقة اجتماعية على مقربة من الطريق الوطني رقم 1 والطريق السيار شرق-غرب.

## الجغرافيا
يقع «حي بابا علي» على الضفة الغربية من وادي الحراش، كما يعبره مجريان مائيان هما وادي بابا علي ووادي طارو اللذان يصبان بدورهما في وادي الحراش.
وتبلغ مساحة هذا الحي الاقتصادي والسكني قيمة 3 كلم2.

## الاقتصاد
تقع في «حي بابا علي» إحدى أقدم المناطق الصناعية في ولاية الجزائر.
وكانت مصانع الورق والآجر والحلويات من أول المصانع التي تم إنشاؤها في هذه المنطقة الصناعية.
ويصل عدد المصانع إلى حوالي 40 مؤسسة صناعية في «حي بابا علي» بما يشكل منها قطبا صناعيا هاما.
ويوجد مقر «مركز الفلاحة والتجريب في تربية الأبقار» (بالفرنسية: Centre d'agriculture et d'expérimentation d'élevage des bovins) على مستوى هذا الحي للمساهمة في تطوير الاقتصاد الوطني الجزائري.

## السكان
لم يعد «حي بابا علي» مجرد تجمع سكني صغير بل صار منطقة تمركز حضري وصناعي معتبر في ولاية الجزائر.
| رقم | العام | بابا علي    | زوين        | الكحلة      |
| --- | ----- | ----------- | ----------- | ----------- |
| 01  | 1987م | 817 مواطن   | 1 200 مواطن | 2 717 مواطن |
| 02  | 1998م | 2 290 مواطن | 1 888 مواطن | 4 462 مواطن |

## النقل
يمكن التنقل نحو «حي بابا علي» برا عبر العديد من الوسائل، من بينها:
- محطة قطار بابا علي
- محطة قطار بئر توتة
- محطة قطار جسر قسنطينة
- طريق وطني 1 (الجزائر)
- الطريق السيار شرق-غرب

## مكتبة الصور

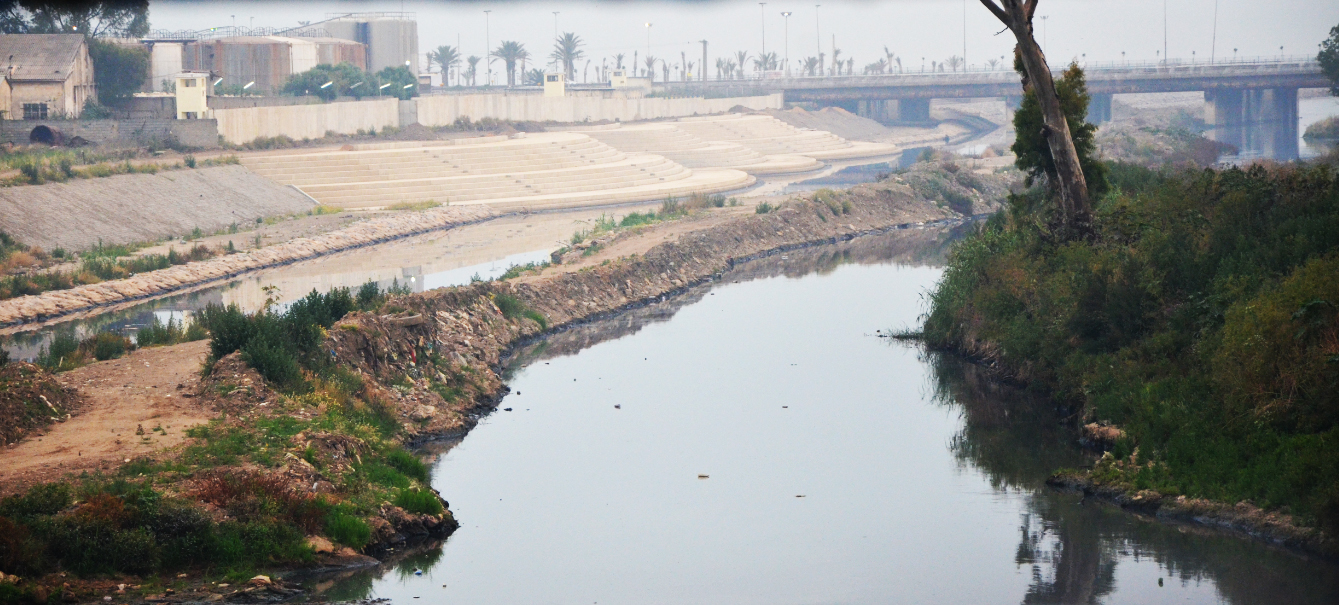
وادي الحراش في 2016م
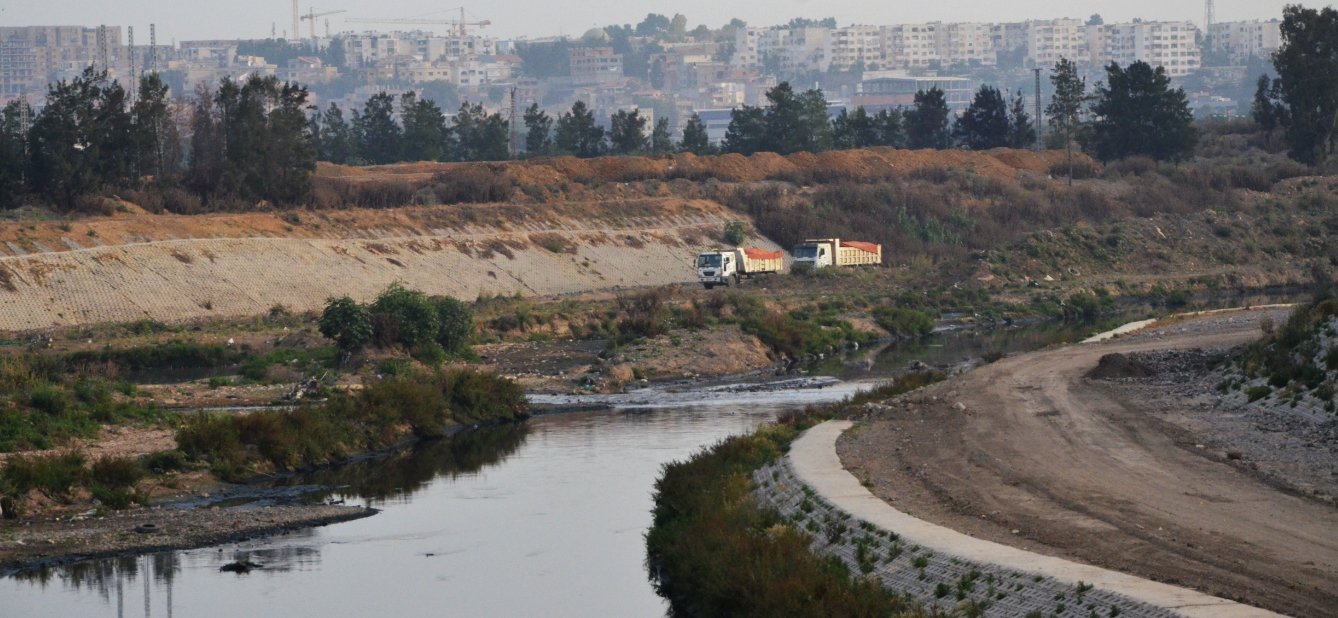
وادي الحراش في 2016م
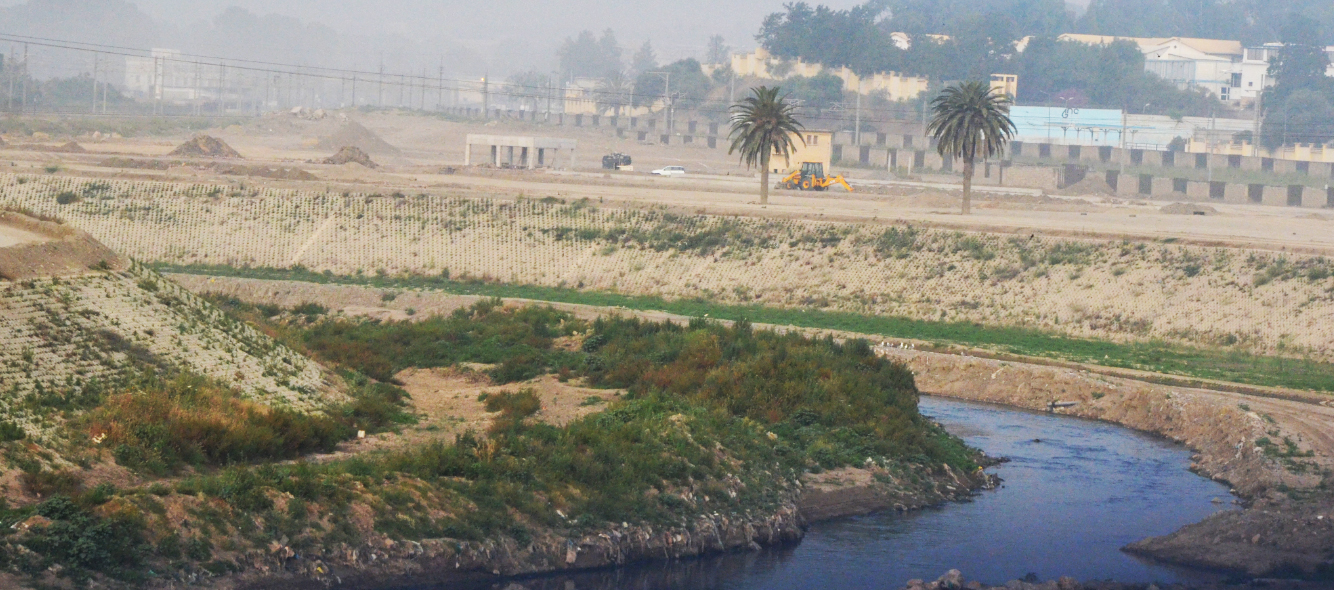
وادي الحراش في 2016م

### مواضيع ذات صلة
- محطات السكك الحديدية في الجزائر
- النقل في ولاية الجزائر
- خط سكة حديد من الجزائر إلى وهران
- طريق وطني 1 (الجزائر)
- الطريق السيار شرق-غرب

### فيديوهات
- محطة قطار بابا علي على يوتيوب
- محطة قطار بابا علي على يوتيوب
- محطة قطار بابا علي على يوتيوب

### وصلات خارجية
- الموقع الرسمي لولاية الجزائر
- الموقع الرسمي للشركة الوطنية للنقل بالسكك الحديدية